# Jan Johnston
Jan Johnston (Salford, 1968) is een Brits zangeres die vooral bekend is van gastbijdragen op danceplaten. Ze werd in Nederland vooral bekend door hits als Beachbreeze in samenwerking met Svenson & Gielen en Venus (Meant Te Be Your Love) van Cor Fijneman. Ook zong ze in Nothing but you van Paul van Dyk.

## Biografie
Jan Johnston wordt geboren in een gezin van zes kinderen van twee Ierse ouders. Al in haar jeugd speelt ze piano. Ze begint haar carrière als zangeres als deel van het synthpopduo J.J. met Tony Kirkham. In 1988 debuteerden ze met de single If I Never See Sunday Again. Twee jaar later wisten ze een hitje in eigen land te maken met het nummer Slide Away. Na het weinig succesvolle album Intro.. (1991) werd een andere aanpak geprobeerd. In 1994 werd het album Naked But for Lilies als soloalbum uitgebracht, terwijl Kirkham nog altijd de productie deed. Ook dit album brak weinig potten, hoewel Alive nog wel een zeer bescheiden hit werd. Daarna stopte de samenwerking. Het is het nummer The Prayer, een B-kant van de single Paris, dat haar carrière een nieuwe wending geeft. Producer Brian Transeau vist het uit een uitverkoopbak in een platenzaak en is onder de indruk van haar stem. Hij gebruikt een sample in het nummer Anomaly - Calling Your Name (1996) van zijn zijproject Libra Presents Taylor. Dit nummer staat later op de soundtrack van American Pie. Daarnaast vraagt hij haar om het nummer Remember op te nemen. Niet lang daarna is het Sub•Merge die met haar de tranceplaat Take Me By The Hand (1997) opneemt en daarmee een flinke hit maakt.
De definitieve doorbraak in de trance komt met haar bijdrage aan Skydive (1998) van Freefall en Love Will Come (2000) van Tomski. Hierna komt ze onder contract bij het Perfecto-label van Paul Oakenfold. Daar maakt ze eerst de hit Flesh (2001). Het origineel wordt echter niet uitgebracht en op de plaat staan remixes door Tilt en DJ Tiesto. Door deze laatste remix raakt Johnston ook in de Nederlandse trancescene bekend. Opvolger Silent Words (2001) komt op de soundtrack van Swordfish.  Er is ook een album gepland. Emerging zou in de zomer van 2001 moeten verschijnen. De release wordt echter steeds uitgesteld en komt er steeds niet van. Desondanks blijft ze opduiken in andere projecten. In 2003 bereikt ze ook tweemaal in dezelfde week de Nederlandse top 40 met Beachbreeze samen met Svenson & Gielen en met Venus (Meant Te Be Your Love) door Cor Fijneman. Ze schrijft ook vier nummers voor het album Reflections van Paul van Dyk. Ze was ook te horen op zijn hit Nothing But You, die was gesampled van het nummer Arctic van Hemstock & Jennings. De jaren daarna bleven er met enige regelmaat bijdragen van haar komen op platen van onder andere Cosmic Gate, DJ Shah en Hemstock & Jennings. In 2016 begint ze in eigen beheer allerlei onuitgebracht werk op MP3 uit te brengen. Dat begint met het album When Everything Was Possible uit. Dit album werd al in 1998 opgenomen samen met Jamie Myerson, maar werd nooit eerder uitgegeven. In 2017 volgt The Travelling Vixen, dat ooit met DJ Manolo werd gemaakt. In 2019 was de beurt aan het album Emerging, dat in 2001 al had moeten verschijnen. In 2019 neemt ze met de Duitse producer Trance Arts het nummer Smoke op. Daarom zingt ze samen met Kirsty Hawkshaw.

## Discografie
- Naked But For Lilies (1994)
- When Everything Was Possible (2016)
- The Travelling Vixen (2017)
- Emerging (2019)

### Hitlijsten
| Single met eventuele hitnotering(en) in de Nederlandse Top 40 | Datum van verschijnen | Datum van binnenkomst | Hoogste positie | Aantal weken | Opmerkingen                                                         |
| ------------------------------------------------------------- | --------------------- | --------------------- | --------------- | ------------ | ------------------------------------------------------------------- |
| Beachbreeze (Remember the Summer)                             |                       | 31-05-2003            | 32              | 5            | met Svenson en Gielen / Dancesmash op Radio 538                     |
| Venus (Meant to Be Your Lover)                                | 2003                  | 31-05-2003            | 39              | 2            | met DJ Cor Fijneman / Dancesmash op Radio 538                       |
| Nothing But You                                               | 2003                  | 02-08-2003            | 15              | 8            | met Paul van Dyk & Hemstock & Jennings / nr. 3 in de Single Top 100 |

 /
Dancesmash op Radio 538
- Bibliothèque nationale de France: cb14034428s (data)
- Gemeinsame Normdatei: 134923987
- International Standard Name Identifier: 0000 0000 5852 8028
- Library of Congress Control Number: n2009020077
- MusicBrainz: 93aaee65-d461-4f02-a624-112fbdbb4e6b
- Nationale Bibliotheek van Tsjechië: xx0150608
- Nationale Bibliotheek van Israël: 987007332678305171
- Virtual International Authority File: 79858491